# Jacob Fahlström
Jacob Fahlström, född 1793 eller 1795 i Stockholm, död 29 juli 1859 i Afton, Minnesota, var en svenskamerikansk pälshandlare och metodistmissionär.
Jacob Fahlström uppges ha varit son till en handlare i Stockholm. Som tolvåring följde han med sin farbror på ett fartyg till Hudson Bay och kom därefter att ägna sig åt pälshandel i Kanada. Efter några år överflyttade han till USA där han blev handelsagent åt America Fur Co. Han blev på 1820-talet den förste svensken att slå sig ned i Minnesota där han gifte sig med en indiankvinna. 1836 skall Jacob Fahlström under en predikan i Fort Snelling ha omvänts till metodismen och började några år därefter att verka som missionär bland indianerna. Från 1844 var han bosatt i närheten av Afton.